# 置地廣場 桃園
置地廣場 桃園是位於臺灣桃園市中壢區高鐵桃園車站特定區的複合式商業設施，為國泰桃園產業專區開發案的第四期，和華泰名品城在同一個基地，為地上9層、地下4層的複合式商業大樓，樓地板面積約2萬5,600坪，其中包含橫濱八景島首座在海外直營水族館Xpark、新光影城和COZZI Blu 和逸飯店，目前園區全案完工。

## Xpark

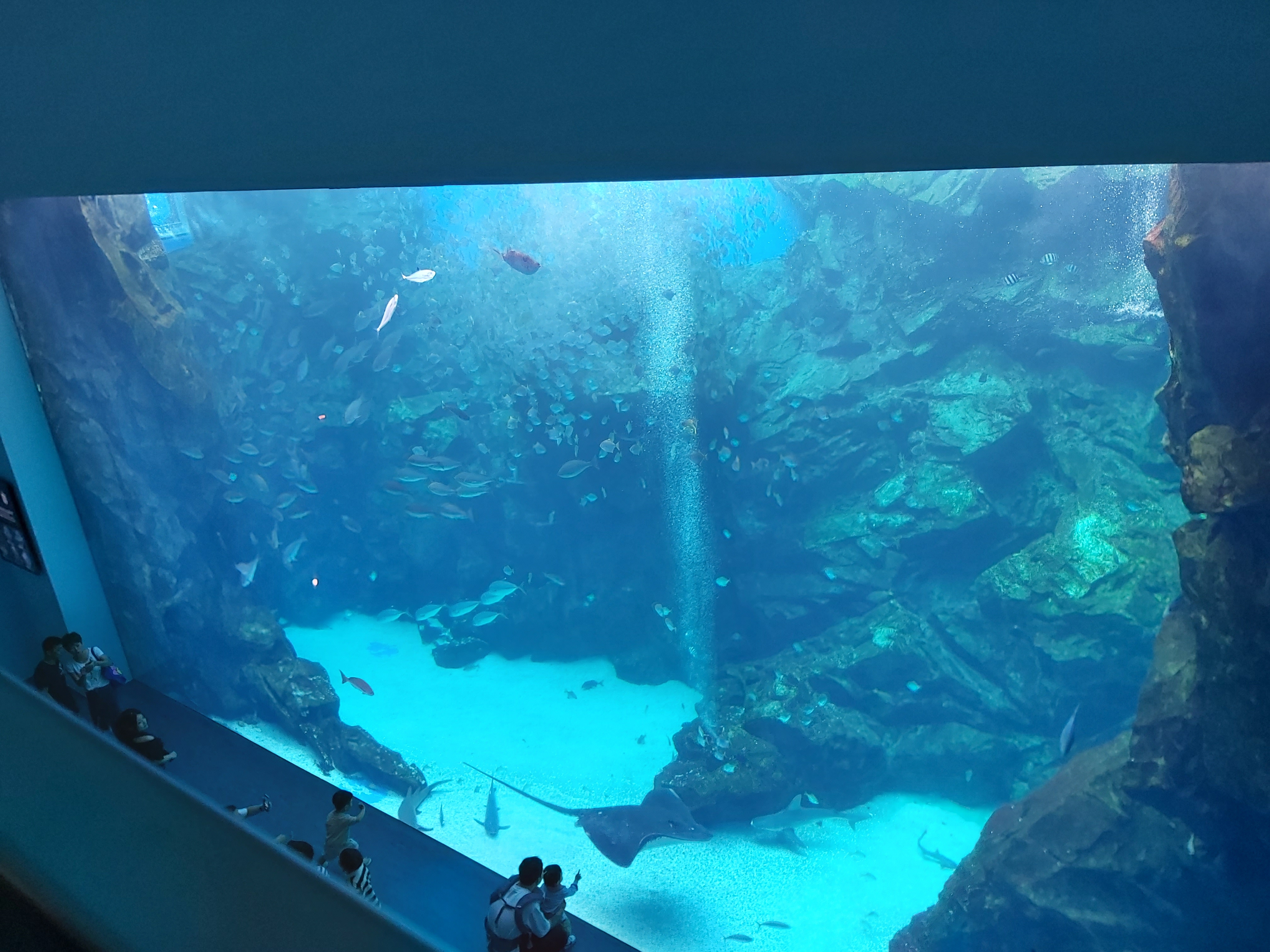
Xpark水族館

Xpark為日本橫濱八景島海島樂園首個海外分館，為地上3層，分為13大展區，於2020年8月7日正式開幕。
有別於過去大家對海生館、水族館的印象，桃園Xpark透過空間演出和科技的融合，不僅將水中生物帶入館中，更將生物在不同原生環境下的氣溫、濕度、味道及聲音融入空間，透過身歷其境的展演方式，帶給遊客全新且全方位的體驗。

## 新光影城
2020年7月15日開始試營運，共5層樓，樓層面積約6,800坪，1至2樓商場區域2,000坪，3至5樓影城區域佔地4,800坪，影城擁有5座特色影廳，分別為全台首座杜比影院（Dolby Cinema）、桃園首座LUXE: A RealD Experience影院、【B.O.X.】ACG動漫劇場、全球第一間SealyCinema席伊麗影廳和全球首間聯名影廳「OSIM天王廳」。

## COZZI Blu 和逸飯店‧桃園館
由國泰商旅和橫濱八景島海島樂園聯手打造國內首家海洋主題飯店，佔地6,800坪，有218間的海洋主題客房。